# Улановская, Надежда Марковна
Надежда (Эстер) Марковна Улановская (урождённая Фридгант, 1903—1986) — советская разведчица, переводчица, преподавательница английского языка. Жена А. П. Улановского, мать Майи Улановской.

## Биография
Родилась в местечке Бершадь в еврейской семье. Отец её был мелким торговцем, дед — Нухим Фридгант — раввином Бершади и, по семейному преданию, потомком хасидского цадика Рефула (Фридганта) из Бершади. Училась в частной школе, затем в сельском училище.
В 1917 году после Февральской революции переехала с родителями в Одессу, училась в 7-м классе бесплатной гимназии общества «Просвещение». После Октябрьской революции вступила в Молодой революционный интернационал, считала себя анархисткой, сменила имя Эстер на партийную кличку Надежда.
Во время Гражданской войны в 1918—1919 годах участвовала в просоветском подполье в Одессе, распространяла листовки. В это время она познакомилась с будущим мужем А. Улановским. В начале 1919 года ушла в партизанский отряд под Одессой, затем оказалась отрезана от партизанского отряда и вернулась в Одессу, продолжала распространять листовки. Во время бегства белых из Одессы в апреле 1919 года участвовала в занятии полицейского участка. Затем работала вместе с Улановским в составе комиссии исполкома «по изъятию излишков».
Перед повторным занятием белыми Одессы в августе 1919 году эвакуировалась вместе с Улановским, жила в Николаеве, затем вернулась в Одессу. В 1921 году вместе с Улановским побывала в Германии по инициативе ВЧК.
В 1922 году переехала в Москву, в 1923 году работала вместе с мужем в Гамбурге под именем Марии Андреевны Сорокиной по линии Профинтерна, затем работала с ним в аппарате Профинтерна в Москве.
В 1928 году вместе с мужем поступила на службу в военную разведку, вместе с мужем и Рихардом Зорге работала в Шанхае под именем судетской немки Киршнер в качестве радистки.
В 1930—1931 годах вместе с мужем жила в Берлине, Париже, затем они перебрались в США по канадскому паспорту на имя супругов Гольдман, жили там под именем супругов Журатович, занимаясь разведывательной работой.
В 1932—1941 годах училась в Москве в Институте иностранных языков, работала преподавателем английского языка в Академии им. Фрунзе.
Во время Великой Отечественной войны работала с иностранными корреспондентами при наркомате иностранных дел.
В 1947 году преподавала английский язык в Институте международных отношений, в декабре 1947 года была уволена в связи с готовящимся арестом.
В феврале 1948 году была арестована по обвинению в измене Родине за передачу сведений для изданной в США в 1947 году книги работавшего корреспондентом в СССР австралийца Годфри Бландена«Комната на трассе» (организовала для него во время войны встречу с женщиной, у которой были репрессированы муж и сын, эта женщина в 1947 году также была арестована).
Была приговорена Особым совещанием при МГБ к 15 годам лагерей. Отбывала срок в Речлаге, затем в Дубровлаге. В 1956 году обвинение было переквалифицировано на «разглашение служебной тайны», срок был сокращен до отбытого и Улановская была освобождена.
В 1973 году эмигрировала в Израиль вслед за семьей дочери. В 1982 году издала в США вместе с дочерью мемуарную книгу «История одной семьи».

## Семья
- Муж — разведчик Александр Петрович Улановский.
  - Дочь — Майя Александровна Улановская, переводчица, была замужем за историком литературы и переводчиком Анатолием Якобсоном.
    - Внук — Александр Якобсон, израильский историк, публицист и политик.

  - Дочь — Ирина Александровна Улановская (1937—1961), первая жена поэта Александра Тимофеевского[2].
    - Внук — Александр Тимофеевский-младший (1958—2020), кинокритик и журналист.
- Брат мужа — Борис Ефимович (Бер Хайкелевич) Улановский (12 октября 1906, Кишинёв — ?), в РККА с 1927 года, полковник, во время Великой Отечественной войны — командир 526-гo стрелкового полка в составе 89-й Таманской Краснознамённой ордена Красной Звезды стрелковой дивизии; 22 апреля 1945 года был представлен к званию Героя Советского Союза[3].